# Alexander Steffen

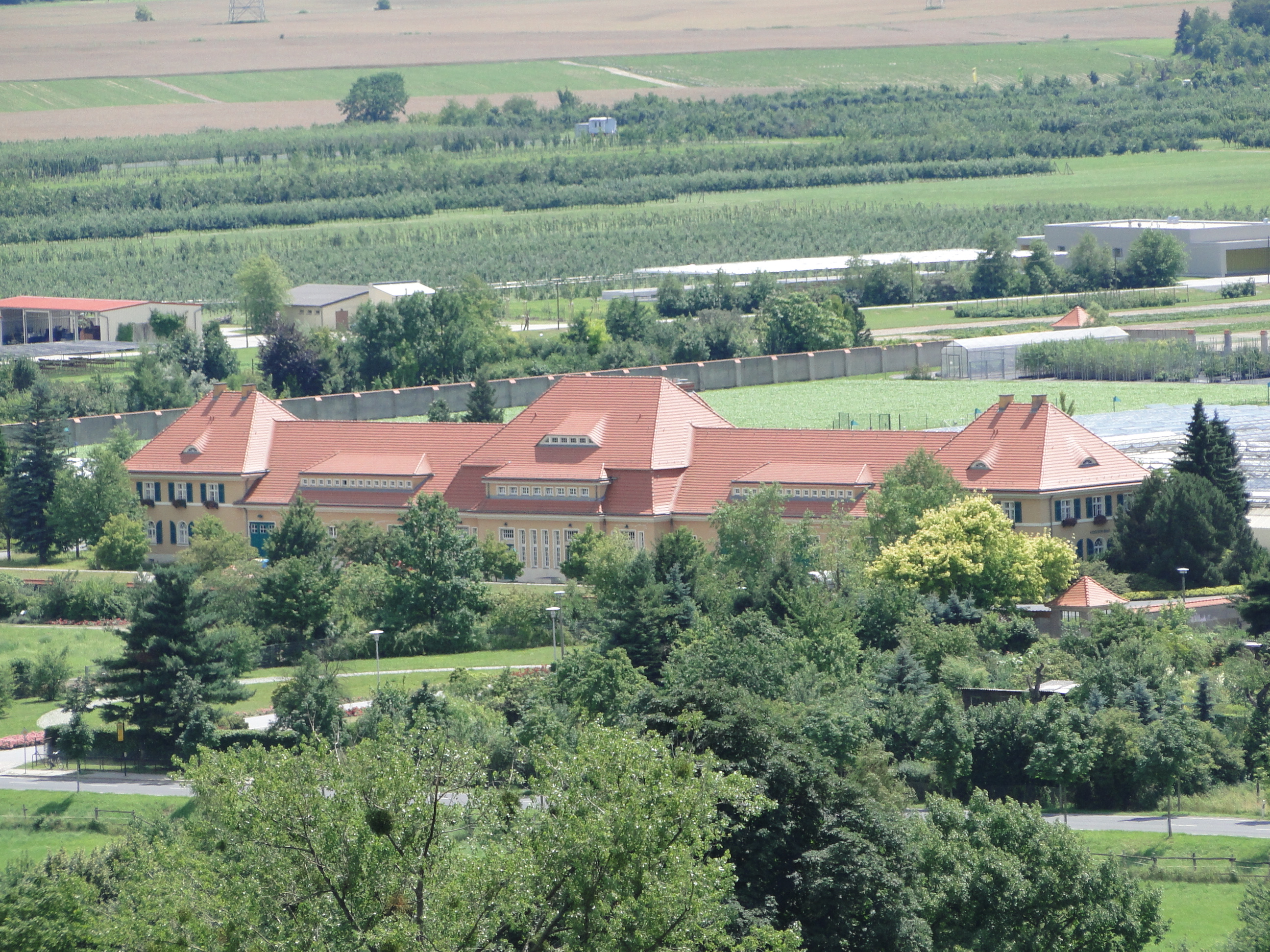
Nach Alexander Steffen benannter „Steffenbau“ in Pillnitz

Alexander Steffen (* 24. November 1871 in Justemin, Provinz Pommern; † 11. September 1954 in Erfurt) war ein deutscher Gartenbaudirektor, Pflanzenzüchter und Autor. Steffen war der erste Leiter der Versuchs- und Beispielgärtnerei in Pillnitz.

## Leben
Dr. h. c. Alexander Steffen wurde als Sohn des Rittergutsbesitzers Ernst Steffen in Pommern geboren. In der Hofgärtnerei Schwerin absolvierte er gemeinsam mit Karl Foerster eine Lehre als Gärtner, von 1891 bis 1893 besuchte er die Königliche Gärtnerlehranstalt am Wildpark bei Potsdam. Nach etwa sieben Wanderjahren durch Deutschland begann er an der Seite von Johannes Böttner in Frankfurt (Oder), in der Redaktion der Zeitschrift Praktischer Ratgeber im Obst- und Gartenbau des Verlags Trowitzsch zu arbeiten, deren Leitung er nach Böttners Tod 1919 übernahm. Neben der journalistischen Tätigkeit wirkte er auch intensiv im verlagseigenen Versuchsgarten.

## Gärtnerisches Wirken
Steffen wurde 1922 vom Sächsischen Wirtschaftsministerium zum Leiter der Staatlichen Versuchs- und Beispielsgärtnerei Pillnitz berufen. Es gelang ihm, die ehemalige Hofgärtnerei zu einem Versuchsbetrieb umzugestalten, ohne dafür staatliche Mittel zu beanspruchen. Neben der Leitung der Gärtnerei war Steffen als Lehrer an der Höheren Staatslehranstalt für Gartenbau tätig. Im Jahr 1934 übernahm er außerdem die Leitung der Zierpflanzenabteilung der Versuchs- und Forschungsabteilung in Pillnitz. Pillnitz galt zu dieser Zeit als ein wichtiges wissenschaftliches Zentrum des Gartenbaus. Steffen war zudem im Vorstand der „Vereinigung der Azaleen-, Camelien- und Erikenzüchter Deutschlands“. Er verfasste mehrere gartenbauliche Fachbücher, als sein wichtigstes Werk gilt das Handbuch der Marktgärtnerei.
Seit den 1920er Jahren züchtete Steffen eigene Azaleensorten. Für diese Züchtungen betrieb er in Pillnitz zeitweise bis zu 12 Gewächshäuser. Zu bekannten Sorten Steffens zählten unter anderem die Azaleen Herzlieb, Bastei, Elbe, Gruß aus Dresden und Pillnitzer Coelestine.
Steffen wurde 1936 pensioniert. Nach einer Studienreise durch Amerika ließ er sich in Erfurt nieder, wo er weiterhin als Autor und Pflanzenzüchter tätig war. Auf dem 12. Internationalen Gartenbau-Kongress Berlin 1938 wurde Steffen das Ehrenamt des Sektionsobmanns und Generalberichterstatters für den Blumen- und Zierpflanzenbau verliehen.
Die unter Denkmalschutz stehenden Botanischen Sammlungen auf Schloss Zuschendorf in Pirna enthalten vier von Steffen gezüchtete Azaleensorten.

## Auszeichnungen
Der Zentralverband Gartenbau verlieh Steffen seine höchste Auszeichnung, die Georg-Arends-Gedächtnismünze. Von der Humboldt-Universität zu Berlin wurde ihm 1952 die Ehrendoktorwürde verliehen.
Das Verwaltungsgebäude des Instituts für Züchtungsforschung an gartenbaulichen Kulturen und Obst in Dresden-Pillnitz, das dem Bundesforschungsinstitut für Kulturpflanzen angehört, wurde nach Alexander Steffen benannt.
Nach Alexander Steffen wurden mehrere Rhododendronsorten benannt, zwei davon gehören heute zum Bestand der Deutschen Genbank Rhododendron.

## Werke
- Das Buch vom Chrysanthemum für Gärtner und Liebhaber.
- Grundlagen der gärtnerischen Betriebsführung.
- Handbuch der Marktgärtnerei: zum praktischen Gebrauch für den Topfpflanzen- und Schnittblumengärtner und zum Studium für den gärtnerischen Nachwuchs.
- Unsere Blumen im Garten: praktische Anleitung für Liebhaber und Gärtner zur Anzucht, Verwendung und Pflege der schönsten Blumen im Garten.